# コールド・スプリング・ハーバー〜ピアノの詩人
コールド・スプリング・ハーバー〜ピアノの詩人（Cold Spring Harbor）は、ビリー・ジョエルが1971年に発表したアルバム。ザ・ハッスルズ、アッティラといったバンドでの活動を経て発表されたソロ・デビュー作。

## 解説
レコーディングは主にロサンゼルスで行われ、「ホワイ・ジュディ・ホワイ」と「ユー・ルック・ソー・グッド・トゥ・ミー」の2曲はニューヨーク録音。オリジナル盤は、テープの回転数が早い状態でマスタリングされるというミスが生じ、完成されたアルバムを聴いたジョエルは、レコードを道に投げつけたという話が伝わっている。更にジョエルは、プロデューサーのアーティ・リップの完全主義ぶりにも不満だったと述べている。
発表当時はヒットしなかったが、「シーズ・ガット・ア・ウェイ」はライヴ・アルバム『ソングズ・イン・ジ・アティック』（1981年）収録のヴァージョンがシングル・カットされ、全米23位に達する。1983年には本作がコロムビア・レコードから再発され、その際に回転数の修正に加えてバッキング・トラックも編集され、オリジナル盤では5分ほどの長さだった「ユー・キャン・メイク・ミー・フリー」は3分程度になった。再発時に全米アルバム・チャートへのチャート・インを果たし、1984年に全米158位に達した。

## 収録曲
全曲ビリー・ジョエル作。9.はインストゥルメンタル。
1. シーズ・ガット・ア・ウェイ - "She's Got a Way" - 2:55
2. ユー・キャン・メイク・ミー・フリー - "You Can Make Me Free" - 2:58
3. エヴリバディ・ラヴズ・ユー・ナウ - "Everybody Loves You Now" - 2:49
4. ホワイ・ジュディ・ホワイ - "Why Judy Why" - 2:56
5. フォーリング・オブ・ザ・レイン - "Falling of the Rain" - 2:42
6. ターン・アラウンド - "Turn Around" - 3:07
7. ユー・ルック・ソー・グッド・トゥ・ミー - "You Look So Good to Me" - 2:28
8. トゥモロー・イズ・トゥデイ - "Tomorrow Is Today" - 4:41
9. ノクターン - "Nocturne" - 2:53
10. ゴット・トゥ・ビギン・アゲイン - "Got to Begin Again" - 2:53

## 参加ミュージシャン
- ビリー・ジョエル - ボーカル、ピアノ、オルガン、ハープシコード、ハーモニカ
- ジョー・オズボーン - ベース
- ラリー・ネクテル - ベース
- ライス・クラーク - ドラムス
- デニー・シーウェル - ドラムス
- ドン・エヴァンス - ギター
- サル・デ・トロイア - ギター
- スニーキー・ピート - スティール・ギター
- マイク・マクギー - ドラムス(on 3. 6.)
- アル・キャンベル - キーボード(on 6.)
- L.D.ディクソン - エレクトリックピアノ(on 6.)